# Gran Fam de 1315-1317

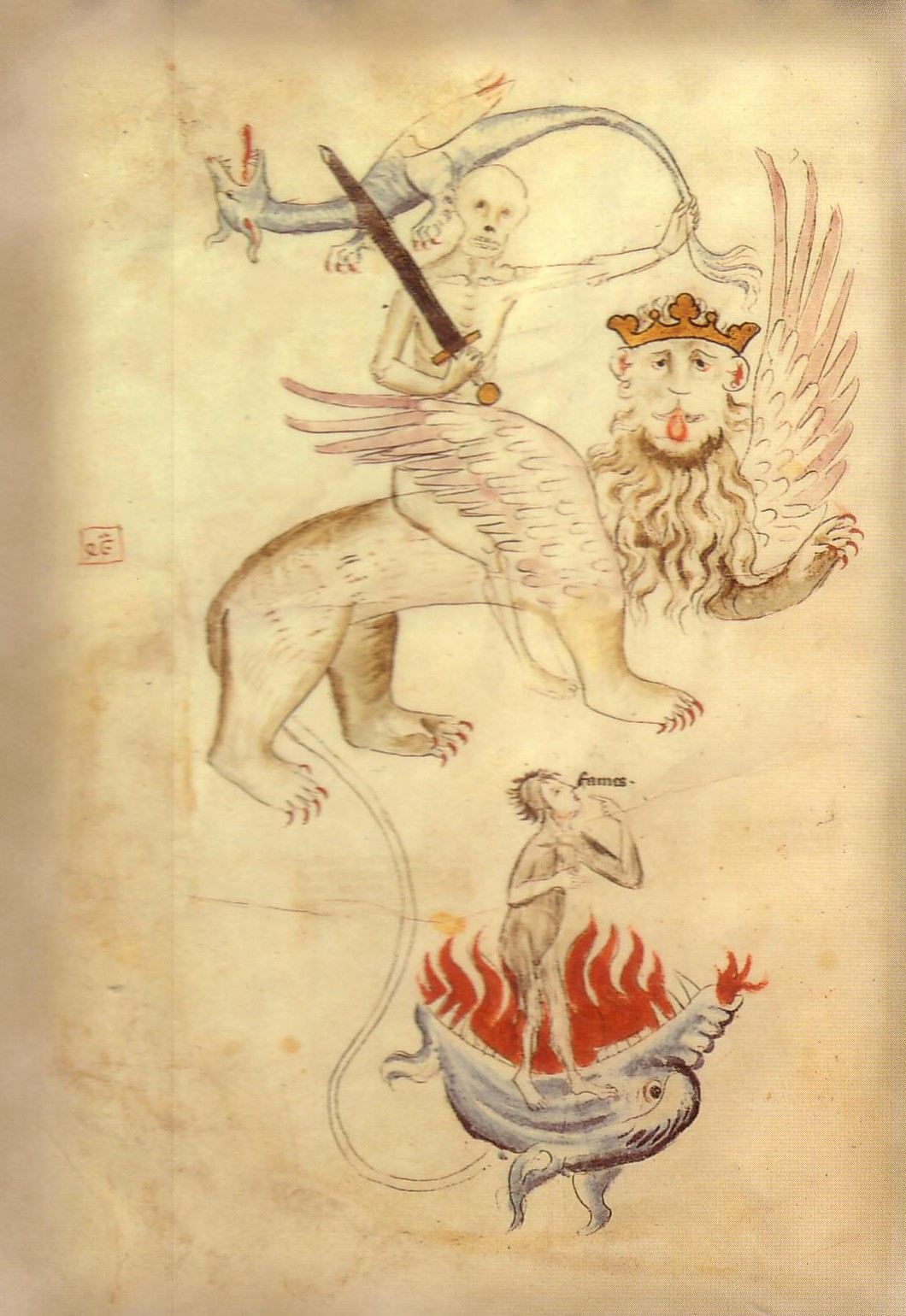
De l'Apocalipsi en una Biblia pauperum il·luminat a Erfurt en l'època de la Gran Fam. La mort (Mors) es diposita sobre un lleó la llarga cua del qual acaba en una bola de foc (infern). La fam (Fames) assenyala a la seva boca famèlica.

La Gran Fam de 1315-1317 datada de vegades entre 1315 i 1322, és la denominació historiogràfica d'una passa de fam generalitzada a Europa del Nord, que va donar inici a la crisi secular general coneguda com a crisi del segle xiv. Va marcar la fi del període d'expansió econòmica i demogràfica que s'havia viscut entre els segles xi i xiii denominat òptim medieval. Es va deure a la pèrdua de les collites deguda al mal temps que va començar a la primavera de 1315, va ser crítica a l'hivern 1315-1316 i duraria fins a l'estiu de 1317, encara que la situació era dolenta des de 1314, i el restabliment d'una relativa normalitat agrícola no va arribar fins al 1320 o el 1322 a Anglaterra. L'hivern 1317-1318 va ser devastador per a els ramats, costant nombrosos caps de bestiar, esclatant el 1318 una pesta bovina que no va cessar fins al 1320. El 1319 n'hi va haver una bona collita, però durant 1320-1322 les condicions climàtiques van tornar a ésser adverses, tanmateix, els anys 1320 van ser millors que la dècada anterior. Les petites passes de fam localitzades van ser freqüents a l'edat mitjana però aquesta va superar totes les altres en extensió, durada i mortaldat. L'escassetat va conduir la carestia i, a més a més de conseqüències demogràfiques (morbiditat i mortalitat catastròfica -milions de morts-), va desencadenar tota mena de conflictes socials i va incrementar la criminalitat. Es van produir brots de canibalisme i infanticidi. Les conseqüències en les mentalitats i les institucions polítiques i religioses, a més llarg termini, es van mesclar amb les de la pesta de 1348.

## Context
Una passa de fam en la Europa de l'edat mitjana implicava la mortaldat massiva per inanició. Eren esdeveniments brutals, però relativament freqüents en l'època: en el regne de França els anys 1304, 1305, 1310, 1315-1317, 1330-1334, 1349-1351, 1358-1360, 1371, 1375 i 1390; en el regne d'Anglaterra -un dels més pròspers de l'època- els anys 1315-1317, 1321, 1351 i 1369. A la Corona d'Aragó 1333 es coneix amb la denominació lo mal any primer, en vista dels que van venir després.
Per a la major part de la població, l'habitual era que no hi hagués suficient menjar, i l'esperança de vida era relativament curta per l'alta mortalitat infantil. També entre les classes altes, que no tenien per què veure's afectades directament per la fam, els seus efectes indirectes també el 1232 van provocar un augment de la mortalitat: els registres de la família reial britànica recullen una esperança mitjana de vida de 35,28 anys el 1276. Entre 1301 i 1325 -període en què s'inclou la Gran Fam - la xifra va caure fins a 29,84. Entre 1348-1375 -període en què s'inclou la Pesta Negra- va continuar el descens fins als 17,33.
La Gran Fam va estar limitada a Europa del Nord, incloent les illes britàniques, el nord de França, els Països Baixos, Escandinàvia, Alemanya i Polònia occidental. Va afectar també alguns dels Països Bàltics, encara que en la zona oriental del Bàltic l'efecte va ser molt tènue.6 La Gran Fam va quedar limitada al sud pels Alps i els Pirineus.
Durant el període càlid medieval anterior a 1300 la població d'Europa s'havia incrementat a un ritme no gaire elevat comparat amb la explosió demogràfica de la Revolució industrial, però mantingut durant alguns segles. En algunes zones es van assolir nivells que no serien igualats fins al segle xix; de fet hi ha zones a França on la població actual és inferior a l'existent a començaments del segle xiv. D'altra banda, els rendiments de la producció de blat estaven davallant des de 1280 (en anys bons, podien assolir 7:1 -set unitats recollides per cadascuna sembrada-, mentre que en anys dolents queien fins a 2:1- el que obligava a una gran restricció del consum: per cada llavor plantada es recollien dos, una per a aliment i l'altra per a sembra-). Els efectes de la Llei de rendiments decreixents eren inevitables, ja que l'increment de la població empenyia al conreu de zones cada vegada més marginals, i no es produïa una millora tecnològica que pogués compensar-ho. En conseqüència, es va produir una alça dels preus.
Entre 1310 i 1330 Europa va viure algun dels pitjors i més duradors períodes de mal temps de tota l'Edat Mitjana, amb hiverns durs i estius freds i plujosos. La conjunció d'un canvi climàtic amb una població en nivells històricament desconeguts a causa del creixement demogràfic mantingut durant alguns segles, va produir una situació extraordinàriament vulnerable: fins i tot collites lleugerament inferiors a la mitjana implicaven l'extensió massiva de la fam. L'escàs marge d'actuació per a la previsió o la pal·liació dels efectes de la Gran Fam, no es trobava a l'abast de les institucions donat el nivell de desenvolupament social i polític de l'època.

## Desenvolupament

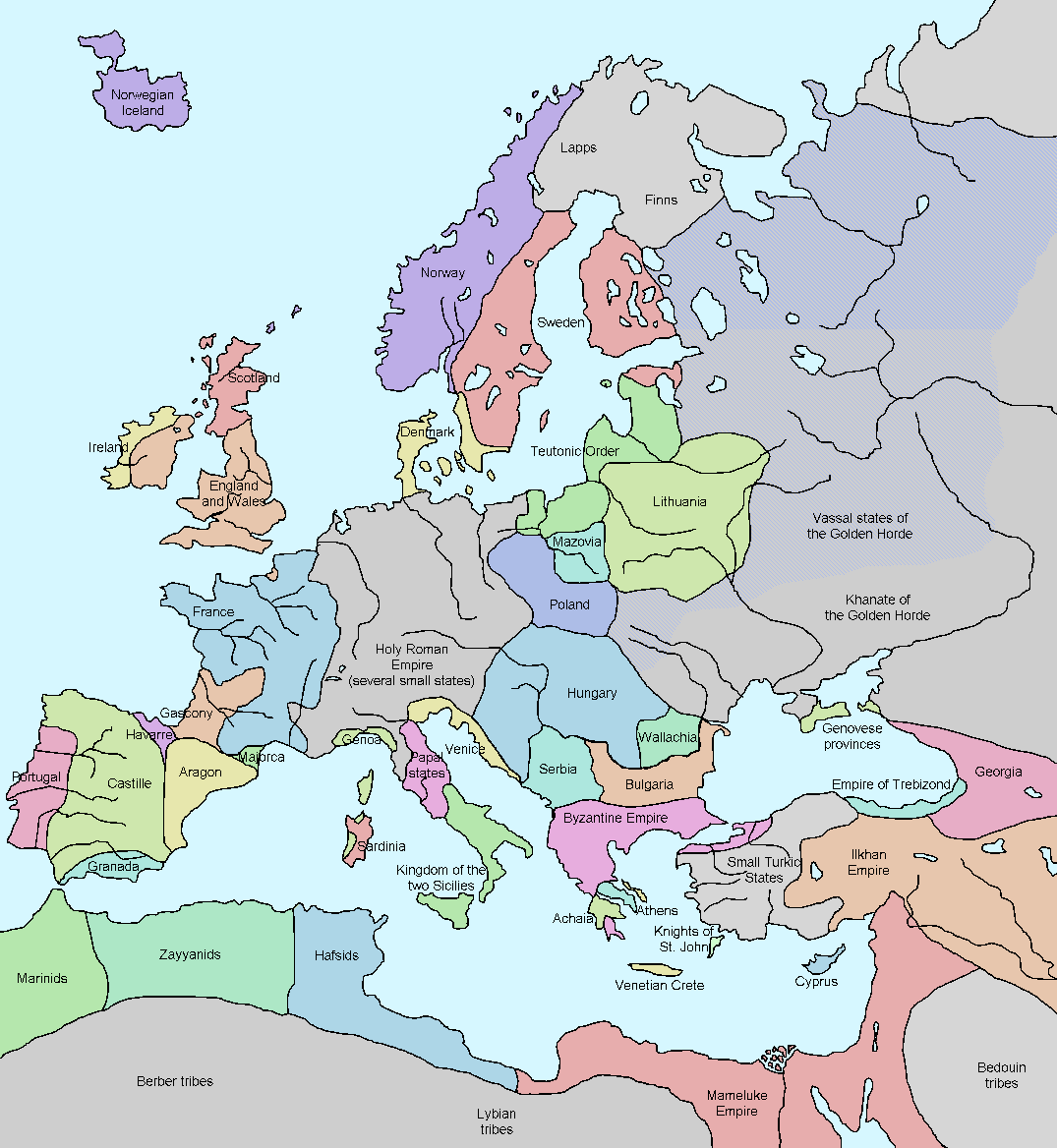
Europa el 1328.

A la primavera de 1315, un període de pluges inusualment intens va assotar gran part d'Europa. Al llarg de la primavera i l'estiu, les precipitacions van continuar, mentre que les temperatures van romandre fredes. Aquestes condicions van causar la pèrdua de la major part de la collita. Per empitjorar les coses l'any anterior havia resultat en una collita mediocre. La palla i el fenc per al bestiar no va poder assecar-se i no hi va haver farratge per als animals. El preu del menjar va començar a pujar. Els preus a Anglaterra es van doblar entre la primavera i l'estiu. La sal, l'únic mitjà per conservar la carn, era difícil d'obtenir perquè l'aigua s'evapora molt pitjor en un clima humit; el seu preu va passar de 30 a 40 xílings. A Lorena, els preus del blat es van incrementar en un 320 per cent i la gran majoria dels pagesos no podien adquirir pa. Els magatzems de gra per a emergències van quedar limitats a la noblesa. La gent va començar a recol·lectar arrels, plantes, fruita seca i cereals silvestres. Nombrosos documents de l'època deixen constància de l'extensió de la Gran Fam. Eduard II d'Anglaterra es va aturar a St Albans a l'agost de 1315 sense que es pogués trobar pa que donar-li, ni a ell ni al seu seguici; que el rei d'Anglaterra no pogués menjar va ser un esdeveniment estrany. Lluís X de França va intentar envair Flandes, però els camps estaven inundats i l'exèrcit era incapaç d'avançar, ja que contínuament s'enferritjaven en el fang. Finalment, van haver de retirar-se i abandonar tots els seus subministraments, incapaços d'emportar-los.
A la primavera de 1316 continuava plovent sobre una població privada d'energia i reserves per mantenir-se. Totes les classes socials es veien afectades, però especialment els pagesos, que representaven el 95% de la població i no tenien reserves de menjar. Per intentar alleujar la situació es van sacrificar animals de tir i es va destinar a alimentació el gra reservat per [a la sembrada; els nens eren abandonats a la seva sort -veure Hansel i Gretel- i alguns ancians renunciaven voluntàriament al menjar perquè la nova generació pogués tirar endavant. Els cronistes de l'època relaten molts incidents de canibalisme.
El moment més dur de la Gran Fam es va assolir el 1317, mentre es mantenia el clima humit. Finalment, durant l'estiu el clima va tornar als seus patrons habituals. Tanmateix, la gent estava tan afeblida per la fam i les malalties com pneumònia, bronquitis i tuberculosi, i s'havia consumit tanta llavor de sembrada, que caldria esperar fins al 1325 perquè la producció d'aliments tornés a un nivell normal i la població tornés a créixer. Els historiadors estimen que entre un 10 i un 25% de la població de ciutats i pobles va morir durant la Gran Fam. Encara que la Pesta Negra (1347-1353) va matar molta més gent, la seva presència en una zona es limitava a uns mesos, mentre que la Gran Fam es va allargar durant anys, amb el consegüent sofriment del poble.
Aquests excepcionals patrons climàtics van ser fins a cert punt similars als que apareixen després d'erupcions volcàniques, com la del Mont Tambora de 1815 que va causar el any sense estiu de 1816.

## Conseqüències
Aquesta Gran Fam, va rebre el seu nom no solament pel nombre de morts, per l'extensa àrea geogràfica afectada o per la seva durada, sinó també per les seves conseqüències a llarg termini:
- Pèrdua de prestigi de l'Església catòlica. En una societat on la religió era el principal recurs davant d'una crisi, les oracions no van tenir efecte contra les circumstàncies, el que va afeblir el prestigi i l'autoritat de la institució. Això va contribuir a generar el clima apropiat per a l'aparició de moviments posteriorment condemnats com herètics per l'Església perquè s'oposaven al Papat i culpaven la corrupció de l'església de les catàstrofes succeïdes.[8]

- Increment de l'activitat criminal. A l'Europa del segle xiii les violacions i els assassinats eren molt més freqüents que a l'època actual. Amb la Gran Fam, fins i tot aquells individus poc proclius al crim recorrerien a qualsevol mitjà per sobreviure. Després de la passa de fam, Europa es va tornar més violenta, convertint-se en un lloc també més hostil que durant els segles precedents. Aquest efecte pot veure's en tots els estaments de la societat, potser de forma més evident en la forma que es desenvolupaven els combats bèl·lics.[8]

- Fracàs dels governs medievals a l'hora de gestionar la crisi. De la mateixa manera que Déu semblava no escoltar les pregàries dels seus fidels, els poders terrenals es van mostrar igualment inoperants, el que va afeblir el seu poder i autoritat.[8]

- La Gran Fam va posar el punt final al constant creixement demogràfic. Encara que aquest creixement semblava haver-se alentit en les dècades precedents, no hi ha dubte que els anys entre 1315 i 1317 van acabar definitivament amb aquest procés. L'afebliment general de la població facilitaria la propagació de plagues entre la població, com la Pesta Negra de cap a mitjans de segle.